# Emerik Ogrski
Emerik I. Ogrski (madžarsko: I. Imre, hrvaško: Emerik I./Mirko, slovaško: Imrich I.), ogrsko-hrvaški kralj, * 1174, Ogrsko kraljestvo, † 30. september/30. november 1204, Esztergom, Ogrsko kraljestvo.
Kronan je bil že v času, ko je bil njegov oče Béla III. še živ, leta 1182 kronan za ogrskega kralja, leta 1194 pa še za hrvaško-dalmatinskega.
Po očetovi smrti se je moral boriti za prestol s svojim bratom, kasnejšim kraljem Andrejem II. Ogrskim (vladal 1205–1235).  Andrej ga je prisilil, da mu je dodelil oblast v Hrvaški in Dalmaciji. Emerik je posredoval v notranjih sporih sosednjih držav in podprl delovanje papeževih legatov med bogomili v Bosni. V času njegove vladavine je beneški dož Enrico Dandolo uspel prepričati vodje četrtega križarskega pohoda, naj zasedejo Zadar, ki je pripadal Ogrsko-hrvaškemu kraljestvu.

## Mladost
Emerik je bil najstarejši sin ogrsko-hrvaškega kralja Béle III. in njegove prve žene Agneze Antioške. Oče je Emeriku hotel zagotoviti nasledstvo, zato ga je kronal že 16. maja 1182, ko mu je bilo komaj osem let. Zaročil ga je z Agnezo, hčerko cesarja Svetega rimskega cesarstva Friderika I., s katero se zaradi njene prezgodnje smrti leta 1184 ni poročil. 
Leta 1194 je bil ponovno kronan in imenovan za vojvodo Hrvaške in Dalmacije, Hrvaško in Dalmacijo pa mu je predal tudi v upravo. Pri tem je prekinil s tradicijo, da mlajši sin dobi poseben dukat- sina Andreja je tako zaobšel. Če je Béla III. Emeriku  v oporoki zapustil celotno kraljestvo, je mlajšemu sinu Andreju zapustil veliko vsoto denarja, s katero naj bi izpolnil očetovo križarsko zaobljubo in organiziral križarski pohod.

## Borba za prestol
23. aprila 1196 je kralj Béla umrl in Emerik je nasledil ogrski prestol. Andrej se je bratu Emeriku uprl in terjal oblast na Hrvaškem in v Dalmaciji ter Slavoniji. Kmalu se je med bratoma začela borba za prestol, ki je s podedovanim denarjem kupoval zaveznike med ogrskim plemstvom. Med zavezniki je bil tudi avstrijski vojvoda Leopold V., s katerim sta decembra 1197 v bitki na Mecseku porazila Emerika. Po bitki je moral Emerik oblast v Hrvaški in Dalmaciji prepustiti  bratu Andreju.
Vojvoda Andrej je kljub temu še naprej koval zarote proti Emeriku, ki je lahko računal na  podporo papeža Inocenca III., ki je stalno prepričeval Andreja, naj končno izpolni očetovo zadnjo željo in organizira križarski pohod. Nesoglasja v krajevi družini so kralja in vojvodo pomenila velike stroške. Emerik na primer se je moral zato odreči desetini s svojih kraljevih posesti in svoji palači v Esztergomu in ju odstopiti esztergomskemu nadškofu.
Na začetku leta 1199 je Emerik izvedel, da Andrej in škof Boleszlo iz Váca ponovno kujeta zaroto, zato je odšel v Vác in 10. marca škofa osebno aretiral, bratovim pristašem pa je odvzel vse položaje. Poleti leta 1199 je v bitki pri Rádu  porazil svojega brata, ki je nato pobegnil v Avstrijo. Čeprav je bil Andrej poražen, mu je Emerik priznal oblast hercega (dux) na Hrvaškem, Dalmaciji in Slavoniji, saj sta se brata s posredovanjem papeževega legata Gregorija spravila in Andrej je ponovno dobil Hrvaško in Dalmacijo. 

## Vojne na Balkanu
Emerik je nadaljeval z očetovo politiko usmerjenosti na Balkan. Papež Inocenc III. je Emerika prepričal, naj zatre bogomilstvo na Balkanu. Emerik je zato leta 1201 krenil na vojni pohod proti srbskemu velikemu knezu Štefanu II. in ga izgnal iz Srbije v korist njegovega brata Vukana Nemanjića in si po zmagi nadel naslov kralja Srbije. V Bosni je porazil bana Kulina, ki je podpiral bogomile. Leta 1202 je odšel na vojni pohod proti bolgarskemu carju Kalojanu, ki je podpiral izgnanega Stefana II.. Bolgari so se izogibali kakršnemu koli spopadu in Emerik jih ni mogel poraziti.
Medtem se je začel nov spor v Dalmaciji, kjer je Zadar, ki je bil pred tem pod oblastjo Beneške republike, za svojega zemljiškega gospoda priznal Emerika. Beneški dož Enrico Dandolo je prepričal vodje četrtega križarskega pohoda, da so 24. novembra 1202 ljub prepovedi papeža Inocenca III.  mesto ponovno osvojili v beneško korist.  Papež je na Emerikovo zahtevo Benečane in križarje izobčil, vendar ogrska vojska mesta ni uspela ponovno zavzeti. Emerik ni mogel odreagirati, ker je bil ponovno zapleten v boje z bratom Andrejem.  Malo kasneje se je s pogodbo od Ogrske odcepila cela Dalmacija.
8. aprila 1203 je bosanski ban Kulin slovesno razglasil svojo vdanost rimskokatoliški cerkvi in potrdil zvestobo ogrskemu kralju. Še istega leta je Emerik na Ogrskem zadržal kardinala Leona, ki je nesel kraljevo krono papeža Inocenca III. bolgarskemu carju Kalojanu.

## Zadnja leta
Leta 1203 je vojvoda Andrej ponovno začel rovariti proti Emeriku, kar je privedlo do napada na njegovi vojvodini. Ko je Emerik ugotovil, da je bratova vojska v premoči, je odšel oborožen samo s krono in žezlom v bratov tabor blizu Varasda in Andrej se mu je prostovoljno predal. Andreja je aretiral, vendar mu je kmalu zatem uspelo pobegniti. 
Emerik je zaradi vedno slabšega zdravja 26. avgusta 1204 za ogrskega kralja okronal svojega sina Ladislava, se pobotal z bratom in ga imenoval za vladarja kraljestva do sinove polnoletnosti. Kmalu zatem je umrl. Pokopan je v katedrali v Egerju.

## Slabitev kraljeve oblasti in vzpon velikega plemstva
Zaradi sporov med bratoma so velikaši – baroni- prisilili vladarja, da jim je v zameno za podporo daroval vedno več posesti, celo županije. Pridobljene pravice so bile dedne. Zaradi tega se je moč veleposestnikov zelo okrepila, ponekod je kraljeva zemljiška oblast skoraj povsem izginila.

## Družina
Emerik se je verjetno leta 1198 poročil s Konstanco Aragonsko (1179-1222), hčerko aragonskega kralja Alfonza II. in Sanche Kastiljske. Z njo je imel sina
- Ladislava III.,

ki je že leta 1205 umrl. Njegov naslednik je postal očetov brat Andrej.
Kostanca je pobegnila na Dunaj, kjer se je poročila s cesarjem Friderikom II..